# Даньшина, Татьяна Викторовна
Татьяна Викторовна Даньшина (род. 20 июня 1975 года; Биробиджан, Россия) — советская и российская конькобежка. Участница зимних Олимпийских игр 1998 года, 3-кратная чемпионка России в спринтерском многоборье, а также серебряный призёр. Мастер спорта России. Мастер спорта России международного класса.

## Биография
Родилась и росла в Биробиджане в многодетной семье. Училась в школе №3 и была одной из самых трудолюбивых и успешных учениц. В 1982 году, когда училась в 1-м классе, начала заниматься конькобежным спортом  у Владимира Николаевича Старовойтова. Она дважды побеждала на первенстве страны среди юниоров в спринтерском многоборье. После того, как выполнила норматив Мастер спорта России, в 1995 году была приглашена в сборную, где тренировалась под руководством старшего тренера сборной России Владимира Филиппова.
С 1995 года участвовала в чемпионатах России в спринтерском многоборье. В сезоне 1995/1996 дебютировала на Кубке мира. В декабре 1997 года успешно прошла квалификацию в сборную страны для поездки на олимпиаду на дистанциях 500 и 1000 метров. Я январе 1998 года на дебютном  чемпионате мира в спринтерском многоборье она заняла 26-е место. Через две недели участвовала на зимних Олимпийских играх в Нагано, где финишировала 19-й в забеге на 1000 метров и 28-й на 500-метровке. В марте на чемпионате России в спринтерском многоборье впервые завоевала золотую медаль.
Через год вновь выиграла чемпионат России в спринте, проходившем в Челябинске и продолжала бегать на этапах Кубка мира, но без наград. В 2000 году на этапе Кубка мира в Берлине, в дивизионе "В" выиграла "серебро" в забеге на 500 метров. Татьяна также стала серебряным призёром на чемпионате России в спринтерском многоборье в Череповце. В феврале 2001 года на очередном чемпионате России в спринтерском многоборье в Екатеринбурге Татьяна стала в третий раз чемпионкой страны. Завершила спортивную карьеру в 2001 году.

## Личная жизнь
Татьяна Даньшина в 1995 году окончила Биробиджанское педагогическое училище, продолжала заочное обучение в Биробиджанском государственном педагогическом институте на факультете дошкольного воспитания. После спортивной карьеры работала в детском саду в Москве и занималась с детьми оздоровительной гимнастикой. Была награждена знаком "За успешную работу" мэрией Москвы.